# Ryan Mmaee
Ryan Mmaee a Nwambeben Kabir (født 1. november 1997) er en marokkansk fodboldspiller, der spiller for engelske Stoke City og det marokkanske landshold som angriber.

## Klubkarriere

### Standard Liège
Efter at have spillet i forskellige belgiske klubber i sin tidlige ungdom kom Ryan Mmaee i 2013 til Standard Liège. Her fik han 21. maj 2015 debut i Belgiens 1. division A. Det blev dog til begrænset spilletid i begyndelsen, og i 2017 blev han udlejet til ligarivalerne fra Waasland-Beveren, hvilket heller ikke gav Mmaee alt for meget spilletid.

### AGF
På transfervinduets sidste dag i sommeren 2018 blev Mmaee udlejet til AGF. Lejemålet gjaldt resten af sæsonen 2018-2019 med forkøbsret. Mmaee fik aldrig succes i den aarhusianske klub, og da forkøbsretten ikke blev udnyttet, vendte han tilbage til Standard Liège ved lejemålets udløb.

### Limassol
Mmaee fik ikke sin kontrakt med Standard Liège forlænget i sommeren 2019, og i stedet skrev han kontrakt med cypriotiske AEL Limassol. Her fik han pæn succes og spillede i to sæsoner 50 kampe og scorede 19 mål.

### Ferencváros
I sommeren 2021 skiftede han til den ungarske traditionsklub Ferencváros, hvor han i sin første sæson spillede 21 ligakampe og scorede 13 mål. Det blev desuden til 14 europæiske kampe og fem mål i disse.

## Landshold
Ryan Mmaee er af camerounsk og marokkansk afstamning, men født og opvokset i Belgien. Som sin bror Samy Mmaee har han spillet ungdomslandskampe for Belgien, men har derudover mulighed for at repræsentere Cameroun og Marokko på seniorniveau. Ryan Mmaee fik en enkelt venskabskamp for Marokko i 2016, inden han fik sit gennembrud på holdet i 2021. Han spillede i dette efterår alle Marokkos kampe i VM-kvalifikationen og scorede sine to første landskampsmål, da holdet vandt 3-0 over Sudan, og han scorede igen to mål i holdets næste kamp mod Guinea, som de ligeledes vandt 3-0 over.
Mmaee fik også to kampe under Africa Cup of Nations 2021 (afholdt i 2022) samt begge de afgørende kampe om deltagelse i VM-slutrunden 2022, som Marokko vandt samlet over DR Congo.